# Ханлик
Ханлик (азерб. Xanlıq) — село в Кубатлинському районі Азербайджану.
Село розміщене переважно на лівому березі річки Акарі, за 61 км на південь від міста Бердзора.
Медичний пункт з стоматологічним кабінетом відкритий за рахунок благодійного фонду «Туфенкян». Основною проблемою села є відсутність дитячого садку. В селі є інтернет-зв'язок.
29 квітня 2011 р. Президент НКР відвідав сільську агротехнічну станцію.
26 жовтня 2020 село було звільнене Національною армією Азербайджану внаслідок Другої Карабаської війни.